# Microchilus ortgiesii
Microchilus ortgiesii là một loài thực vật có hoa trong họ Lan. Loài này được (Rchb.f.) Ormerod mô tả khoa học đầu tiên năm 2002.